# Nu style gabber
Nu Style Gabber, znany też jako Mainstream Hardcore, New Style Hardcore lub po prostu Hardcore – jeden z najcięższych gatunków/podgatunków muzyki elektronicznej, wywodzący się wprost z muzyki Gabber.
Charakteryzuje się metrum 4/4, bardzo szybkim tempem (od 170 do 200 BPM), ostrymi syntezatorami, mrocznym klimatem, złowrogim wokalem lub wstawkami podkładanymi przez MC oraz potężnym, charakterystycznym Kickiem. Często można usłyszeć inspiracje z Hardcore Hip-Hopu, Drum & Bass, jak i również z Heavy metalu.

## Historia

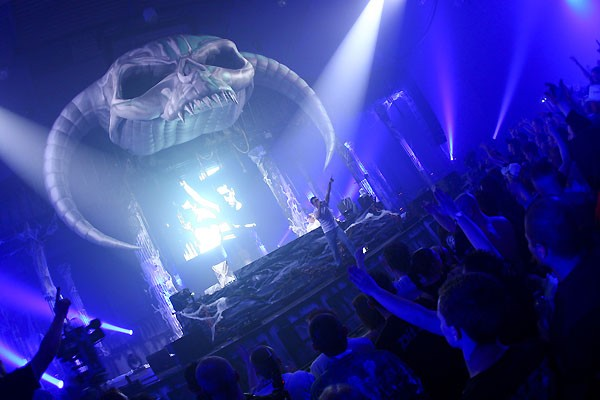
Scena koncertowa festiwalu Masters Of Hardcore

Nu style Gabber jest bezpośrednim spadkobiercą muzyki Gabber. Pod koniec lat 90. jej twórcy zaczęli eksperymentować ze swoimi nagraniami, dając wolniejsze tempo, reverse bass, proste melodie i krótkie próbki wokalu. Rezultatem tego powstał nowy gatunek, który został nazwany Hardstyle. Szybko zyskał na popularności, spychając Gabber na margines. Również wielu twórców zajmujących się produkcją Gabber przeszło do tworzenia hardstyle jak np. The Prophet, Lady Dana, Zany, DJ Isaac. Wtedy to właśnie Gabber przeszedł zmianę: uzyskał nieco wolniejsze tempo, rozbudowany Kick. Nowy styl został nazwany nu style Gabber/Mainstream Hardcore. Z czasem gatunek stawał się coraz szybszy, Kick potężniejszy, itp.
Obecnie na popularności trzyma się wyłącznie nowy styl. Odkąd powstał hardstyle, stary gabber jest gatunkiem podziemnym, słuchanym jedynie przez ‘starych wyjadaczy’.
Ewolucja nu style Gabber dalej trwa – utwory z roku na rok stają się cięższe, bardziej rozbudowane. Producenci eksperymentują z utworami, np. stylem wracają do lat 90'. Ostatnio też coraz częściej można spotkać reverse bass albo psy style kick.

## Nazewnictwo
Najczęściej gatunek ten nazywany jest po prostu Hardcore, czasami też jest nazywany dla ścisłości Nu style Gabber, jak i również Mainstream Hardcore, New style Hardcore/Nu style hardcore.
Mainstream dlatego, że sam Gabber nie był muzyką komercyjną, zaś po swej przemianie stał się masowy.
Obecnie nazwa ,,Gabber'' odnosi do tego pierwotnego stylu, ze starym Kickiem i szybszym tempem, zanim jeszcze powstał hardstyle.

## Klimat utworów
Utwory New style Hardcore mają mroczny klimat z wokalem nawiązującym do katastrof, śmierci, narkotyków, morderstw, horrorów. W hardcore wokal nie jest zbytnio rozbudowany i służy tylko do podkreślania utworu. Dochodzi do tego cała otoczka, wystrój czaszek z rogami, świata postapo, wojny itd. Same utwory w większości nie mają głębszego sensu, ani żadnego przekazu, przesłania. To wszystko ma jedynie podkreślać klimat.

## Taniec hardcore

Sylwetka przedstawiająca taniec Hakken do muzyki hardcore.

Istnieje również taniec hardcore - hakken, oznaczający hakowanie czyli rytmiczne wymachy nóg w rytm muzyki. Powstał w latach 90' i był tańczony na raveach, czyli imprezach z muzyką gabber. Obecnie istnieją dwa style hakken - oldschool i nu style.

## Popularność
Mimo iż hardcore jest gatunkiem mainstreamowym, to jednak nie jest zbyt popularny, przez co grany jest jedynie na corocznych festiwalach takich jak:
- Masters Of Hardcore
- Dominator
- Defqon.1

Polski raper Słoń na wywiadach wspominał, że jest wielkim fanem muzyki hardcore i nie raz puszczał ją na swoich koncertach. Również w utworze "206", w jednej ze zwrotek nawiązał do DJ Angerfista.

## Znani artyści

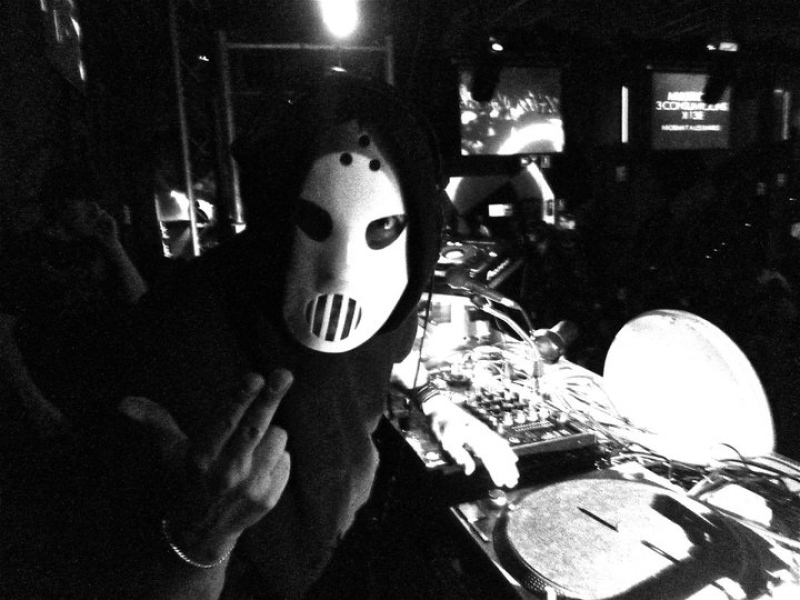
Angerfist – Jeden z najpopularniejszych DJ-ów produkujących współczesną muzykę Hardcore.

Źródło:
- Angerfist
- DJ Mad Dog
- Miss K8
- Art Of FingersAngerfist – Jeden z najpopularniejszych DJ-ów produkujących współczesną muzykę Hardcore.
- Tha Playah
- Radical Redemption
- Hellsystem
- Unexist
- Nosferatu
- Noize Suppressor
- The Viper
- AniMe
- I:Gor
- N-Vitral
- Outblast